# Sargents Berberitze
Sargents Berberitze (Berberis sargentiana) ist eine aus China stammende Pflanzenart aus der Gattung der Berberitzen (Berberis) in der Familie der Berberitzengewächse (Berberidaceae). Die Artbezeichnung ehrt den amerikanischen Botaniker Charles Sprague Sargent.

## Beschreibung
Sargents Berberitze ist ein immergrüner Strauch, der Wuchshöhen von bis zu 2 Meter erreicht. Die einjährigen Zweige sind auffallend rötlich bis zinnoberrot gefärbt. Die fast sitzenden, ledrigen, spitzen Laubblätter sind eiförmig, -lanzettlich bis elliptisch, lanzettlich, bis 13 cm lang, deutlich netzartig geadert und stachelig gesägt. Die Blattunterseite ist gelblich-grün, die Oberseite glänzend grün. Die Blattdornen sind dreiteilig, bis 4 cm lang und scharfspitzig. Die gestielten Blüten sind hellgelb mit 15 Blütenhüllblättern und stehen zu zwei bis sechs in Dolden. Die ein-, zweisamigen bis 8 Millimeter langen Beerenfrüchte mit Narbenresten sind blauschwarz, ellipsoid bis verkehrt-eiförmig und wenig „bereift“.

## Verbreitung
Die Heimat von Sargents Berberitze liegt im westlichen China. Sie kommt vor in den Provinzen Hubei und Sichuan. Dort gedeiht sie in Höhenlagen von 700 bis 2100 Metern Meereshöhe. Sie wurde von Ernest Henry Wilson 1907 eingeführt.

## Verwendung
Wie viele andere Berberitzen findet diese Art als Zierstrauch Verwendung. Sargents Berberitze ist winterhart.
Mit der Gewöhnlichen Mahonie (Mahonia aquifolium) bildet Sargents Berberitze die Gattungshybride x Mahoberberis aquisargentii H. Jensen.  